# The Beloved
The Beloved é um grupo de música eletrônica britânica formado em 1983, em Londres, Inglaterra. Jon Marsh publica um anúncio na imprensa musical solicitando que o encontrasse exatamente dali a 3 anos às 11 horas da manhã no restaurante Diana's Dinner ou o esperasse no Covent Garden em Londres.
A partir do encontro em 1986, Steve Waddington estava presente no mesmo, com Tim Havard e Guy Gaudsen, completando assim o grupo.
O grupo originalmente era orientado para um estilo guitar band, mas logo começaram a usar baterias eletrônicas e elementos de dança. Eles "soavam" às vezes como o New Order e um pouco deste período da banda é encontrado em "Where It Is". Depois de transformado em um Duo com Marsh e Waddington eles continuarão progredindo seu estilo para a dance music, lançando em 1988 o single "The Sun Rising" onde apresentaram o "sample" de "O Euchari" de Emily Van Evera. Segue-se o álbum "Happiness" de 1990, de onde o single "Hello" foi tirado.
Em 1993, Waddington deixa a banda, substituído pela esposa de Jon Marsh, Helena que trabalhara na Comme des Garçons uma famosa boutique de estilistas onde gravam o álbum Conscience, que teve o video "Sweet Harmony" censurado por motivo de cenas de nudez entre Marsh e os demais participantes do video com a atriz britânica Tess Daly.
Remixes do Beloved continuam sendo lançados e remixados por outros artistas atualmente, pois já há dez anos Jon Marsh se dedica à discotecagem em clubes londrinos e à sua família.
Jon tem colaborado com Steve Waddington, membro original da banda e outros em material inédito, o que já resultou em pelo menos três novas canções, cujos trechos foram divulgados no MySpace. São elas: "Sunshine in my head", "Open emotion" e "I will live 4". No entanto, ainda não há previsão do lançamento de um CD com músicas inéditas.

## Discografia
- Where It Is (Flim Flam, HARPCD2, 1989) #17*
- Happiness (Atlantic 1990) UK #14, US #154
- Blissed Out (East West 1990) UK #38
- Conscience (East West 1993) UK #2
- X (East West 1996) UK #25
- Single File (East West 1997)
- The Sun Rising (WEA 2005)

## Singles
- "A Hundred Words" (April 1986) #15*
- "This Means War" (September 1986) #22*
- "Happy Now" (March 1987) #22*
- "Surprise Me" / "Forever Dancing" (June 13, 1987) #15*
- "Loving Feeling" / "Acid Love" (October 1988)
- "Your Love Takes Me Higher" (January 1989) UK #91
- "The Sun Rising" (September 1989) UK #26
- "Hello" (January 5, 1990) UK #19
- "Your Love Takes Me Higher" (reissue) (1990) UK #39
- "The Sun Rising" (reissue) (1990)
- "Time After Time" (1990) UK #46
- "It's Alright Now" (1990) UK #48
- "Sweet Harmony" (January 18, 1993) UK #8
- "Celebrate Your Life" / "You've Got Me Thinking" (March 2, 1993) UK #23
- "Outer Space Girl" (July 1993) UK #38
- "Rock to the Rhythm of Love" (1993)
- "Satellite" (March 16, 1996) UK #19
- "Deliver Me" (June 30, 1996)
- "Ease the Pressure" (July 29, 1996) UK #43
- "The Sun Rising (remix)" (August 1997) UK #31
- "With You" (2000)
- "Timeslip" (2000)
- "Up, Up, and Away"
- "The Remix EP" (1990)
- "1000 Years From Today" (1990)
- "Let the Music Take You"
- "Crystal Wave" (March 1994)
- "Sampler" (1996)
- "Physical Love" / "3 Steps to Heaven" (1996)